# 吴攻郯之战
吴攻郯之战，公元前584年（周简王二年、鲁成公七年、晋景公十五年、吴王寿梦二年），吴国攻打郯国的战争。
前584年正月，吴国进攻郯国，郯国和吴国讲和。季文子说：“中原诸国不能镇慑蛮夷，蛮夷却来进攻，没人对担忧，因为没有好国君啊！《诗》说：‘不吊昊天，乱靡有定。’有国君但是不好，还有谁不受动乱？我们很快就会灭亡了。”晋景公派申公巫臣去吴国，向莒国借路。次年，因为郯国事奉吴国，晋国的士燮来鲁国聘问，声称要进攻郯国。鲁成公送给他财礼，请求从缓进兵。士燮不答应。季文子听了这话很害怕，派叔孙宣伯率兵会合进攻郯国。